# Distrito de Dhule
Dhule (en maratí; धुळे जिल्हा ) es un distrito de India, parte de la división de Nashik en el estado de Maharastra . 
Comprende una superficie de 8 063 km².
El centro administrativo es la ciudad de Dhule.

## Demografía
Según censo 2011 contaba con una población total de 2 048 781 habitantes.